# 61 Danaë
A 61 Danaë a Naprendszer kisbolygóövében található aszteroida. Hermann Mayer Salomon Goldschmidt fedezte fel 1860. szeptember 9-én.